# 쿠르트 함린
쿠르트 롤란드 함린(스웨덴어: Kurt Roland Hamrin, 1934년 11월 19일~2024년 2월 4일)은 스웨덴의 전 축구 선수이다. 포지션은 공격수이다. 그는 이탈리아 프로 축구 리그 세리에 A에서 190골을 넣어, 리그 역대 최다 득점 순위 7위에 올라가있다. 그는 놀라운 드리블 능력을 지닌 득점력이 뛰어난 윙어로 알려졌다. 함린은 역대 최고의 스웨덴 선수중 한명이라고 여겨지고 있다.

## 경력
함린은 1952-53 시즌에 입단한 스웨덴 축구 클럽 AIK에서 축구 생활을 시작했다. 1956년에 유벤투스에 입단하였고 한 시즌 동안 23경기에 출전했다. 그 시즌이 지나고 나서, 그는 파도바로 임대를 갔고 그곳에서 30경기에 출전해 20골을 넣었다. 그는 파도바에서 한 시즌을 더 있으려고 했지만, 1958년에 피오렌티나로 이적을 가게되었고, 1967년까지 그곳에서 있으면서 세리에 A 경기 289경기에 출전하며 150골을 넣었다. 피오렌티나에 있는 동안 그는 코파 이탈리아를 1961년, 1966년에 우승하였다. 함린은 보통 피오렌티나의 역대 최고의 선수중 한명이라고 여겨진다. 1967년에 밀란에 입단하여 두 시즌을 뛰었고, 1968년에 리그 우승을 경험했다. 그는 또한 1968년 유러피언 컵 위너스 컵 결승전에서 함부르크를 상대로 득점을 해내며, 팀의 2-0 승리를 이끌었다. 그의 마지막 이탈리아 축구팀은 나폴리였고 1969년에 입단했다. 1971년에 스웨덴으로 돌아왔고, 1972년에 은퇴하기 전에 IFK 스톡홀름에서 한 시즌을 더 뛰었다.
함린은 1953년부터 1965까지 스웨덴 축구 국가대표팀에서 활동했으며, 32경기에 출전하여 17골을 넣었다. 대다수의 스웨덴인들은 그의 최고의 순간을 1958년 FIFA 월드컵 준결승에서 서독을 상대로 터트린 골로 기억한다. 그골로 인해 3-1 승리를 거뒀고, 브라질과의 결승전을 결정지었다.
축구 선수 은퇴후, 함린은 그의 가족들과 함께 피렌체로 건너와 오늘날까지 살고 있다. 또한 그는 1998년부터 2008까지 밀란의 스카우트로서도 활동했다.

## 수상

### 선수
- 세리에 A: 1967-68
- 유로피언컵: 1968-69
- 유로피언컵 위너스컵: 1960-61, 1967-68
- 미트로파 컵: 1966
- 코파 이탈리아: 1960–61, 1965–66
- FIFA 월드컵 준우승: 1958

### 개인
- 알스벤스칸 득점왕: 1954-55
- UEFA컵 위너스컵 득점왕 : 1960-61
- 코파 이탈리아 득점왕 : 1963-64, 1965-66
- UEFA 회장상: 2014
- 스웨덴 축구 명예의 전당: 2006
- 피오렌티나 명예의 전당: 2012
- 피오렌티나 역대 베스트
- 피오렌티나 역대 최다 득점자